# Exit 13
Albums de LL Cool J
'Todd Smith'
(2006) 'The Return of the GOAT'
(2008)
Singles
1. Cry
Sortie : 17 juin 2008
2. Rocking with the G.O.A.T.
Sortie : 20 juin 2008
3. Baby
Sortie : 1er juillet 2008
4. Feel My Heart Beat
Sortie : 26 août 2008

Exit 13 est le douzième album studio de LL Cool J, sorti le 9 septembre 2008, et le dernier publié chez Def Jam.
L'album s'est classé 3e au Top R&B/Hip-Hop Albums et 9e au Billboard 200.

## Liste des titres
| No  | Titre                                                               | Contient un (des) sample(s) de                                                                                         | Durée |
| --- | ------------------------------------------------------------------- | --- | ----- |
| 1.  | It's Time for War                                                   | The Ultimate de Jarrid Mendelson                                                                                       | 5:06  |
| 2.  | Old School New School                                               | Who Shot Ya? de The Notorious B.I.G. featuring Puff Daddy                                                              | 3:41  |
| 3.  | Feel My Heart Beat (featuring 50 Cent et Precious Paris)            | Take Me With You de Lyn Christopher Heartbeat de Taana Gardner                                                         | 3:21  |
| 4.  | Get Over Here (featuring Nicolette, Jiz, Lyrikal et Ticky Diamondz) | | 5:49  |
| 5.  | Baby (featuring The-Dream)                                          | | 4:01  |
| 6.  | You Better Watch Me                                                 | Pee-Wee's Dance de Joeski Love I'm a Hustla de Cassidy                                                                 | 4:20  |
| 7.  | Cry (featuring Lil' Mo)                                             | Half a Man de Bunny Sigler                                                                                             | 4:15  |
| 8.  | Baby (Rock Remix) (featuring Richie Sambora)                        | | 3:08  |
| 9.  | Rocking with the G.O.A.T.                                           | | 3:43  |
| 10. | This Is Ring Tone Murder (featuring Grandmaster Caz)                | | 2:52  |
| 11. | Like a Radio (featuring Ryan Leslie)                                | | 3:34  |
| 12. | I Fall in Love (featuring Élan)                                     | | 3:57  |
| 13. | Ur Only a Customer                                                  | I've Been Pushed Aside de McFadden & Whitehead Mary Jane (All Night Long) (Remix) de Mary J. Blige featuring LL Cool J | 2:18  |
| 14. | Mr. President (featuring Wyclef Jean)                               | | 4:35  |
| 15. | American Girl (featuring Mark Figueroa)                             | | 4:26  |
| 16. | Speedin' on da Highway/Exit 13 (featuring Funkmaster Flex)          | | 4:49  |
| 17. | Come and Party with Me (featuring Fat Joe et Sheek Louch)           | | 4:37  |
| 18. | We Rollin'                                                          | 90% of Me Is You de Gwen McCrae                                                                                        | 3:03  |
| 19. | Dear Hip Hop (featuring DJ Scratch)                                 | I'm Still a Struggling Man d'Edwin Starr                                                                               | 4:28  |

| 20. | New York, New York (Interlude)                                    | 0:18 |
| 21. | New York                                                          | 3:58 |
| 22. | 5 Boroughs (featuring KRS-One, Method Man, Jim Jones et Lil' Kim) | 4:28 |

| 20. | New York, New York (Interlude) | 0:18 |
| 21. | New York                       | 3:58 |

| 20. | 5 Boroughs (featuring KRS-One, Method Man, Jim Jones et Lil' Kim) | 4:28 |